# Tony Gale
Anthony Peter „Tony“ Gale (* 19. November 1959 in Westminster, London) ist ein ehemaliger englischer Fußballspieler. Der technisch versierte Innenverteidiger war lange Jahre für die Londoner Klubs FC Fulham und West Ham United aktiv und gewann 1995 im relativ hohen Fußballeralter – und in seinem einzigen Profijahr außerhalb der Hauptstadt – mit den Blackburn Rovers die englische Meisterschaft, bevor er bis Ende 1997 seine Karriere auslaufen ließ.

## Profikarriere

### FC Fulham (1977–1984)
Der in London geborene Gale entsprach schon früh in seiner Karriere nicht dem typisch britischen Abwehrspieler, sondern verließ sich auf seine technischen Fertigkeiten und ein gutes Stellungsspiel. Während seiner später rund 700 Pflichtspiele erhielt er nur sieben Verwarnungskarten. Bereits im Alter von 16 Jahren und acht Monaten debütierte er im Anglo-Scottish Cup gegen den FC Orient für die erste Mannschaft und mit acht Jugendländerspielen galt er als eines der größten Talente seines Jahrgangs – dass es später mit Ausnahme eines Auftritts für die englische U-21-Auswahl gegen Polen nicht für mehr reichte, lag mitunter an seiner fehlenden Schnelligkeit, die ihm Experten während seiner Laufbahn gelegentlich vorhielten.
Zu Beginn der Saison 1977/78 ersetzte er keinen Geringeren als den Weltmeister-Kapitän Bobby Moore, der sich vom englischen Fußball zurückzog und Gale war mit 38 Ligaauftritten und acht Toren auf Anhieb eine feste Größe bei dem Zweitligisten. Zwei Jahre später musste er den ersten sportlichen Rückschlag hinnehmen, als er mit den „Cottagers“ in die Third Division abstieg und sich seine Leistungen ebenso formschwach darboten, wie die meisten seiner Mannschaftskameraden. Nach zwei weiteren Jahren gelang der Wiederaufstieg und obwohl Gale nach einem Streit mit Trainer Malcolm Macdonald zu Saisonbeginn kurzfristig suspendiert worden war, war er in 44 Ligaspielen an der Seite von Roger Brown in der Abwehrzentrale Mitgarant für den Erfolg.
Auch in den letzten beiden Jahren bis zum Sommer 1984 überzeugte Gale mit konstant guten Leistungen und in der Saison 1982/83 scheiterte er mit seinem Team mit dem vierten Abschlusstabellenplatz nur knapp am direkten Durchmarsch in die höchste englische Spielklasse. Als der Klub im Jahr darauf im Niemandsland des Mittelfelds verschwand, entschloss sich Gale zu einem Wechsel in die First Division und wurde schnell beim Lokalrivalen West Ham United fündig.

### West Ham United (1984–1994)
Im August 1984 wechselte Gale für eine Ablösesumme von 200.000 Pfund ins Londoner East End und verbrachte dort zehn Jahre. Gleich in seinem zweiten Jahr führte er den Klub auf den dritten Rang und bildete mit Alvin Martin ein solides Innenverteidigerpaar. Während im Meisterschaftsalltag danach wenig Spektakuläres geboten wurde und die „Hammers“ sich 1989 sogar in die Zweitklassigkeit verabschiedeten, waren die Pokalwettbewerbe kennzeichnend für Gales Werdegang im Verein. Gleich dreimal scheiterte er mit Halbfinalniederlagen an einer möglichen Pokalendspielteilnahme im Wembley-Stadion. Besondere mediale Aufmerksamkeit fand hier nach den zwei Semifinalpleiten 1989 und 1990 im Ligapokal die 0:4-Niederlage im FA Cup 1991 gegen Nottingham Forest. Nachdem sich West Ham in den Anfangsminuten als das bessere Team gezeigt hatte, bestrafte Schiedsrichter Keith Hackett nach 26 Minuten ein taktisches und vergleichbar harmloses Foul von Gale an Gary Crosby mit der roten Karte, wonach die Partie eine Wendung nahm. Für beide Akteure – Gale und Hackett – war dieser Moment ein Meilenstein, der mit ihren Namen im englischen Fußball stets in Erinnerung gebracht wird.
Erst im Jahr 1993 gelang die Rückkehr in die erste englische Liga, die nun Premier League hieß. Dort bestritt „Reggie“, wie Gale von seinen Mannschaftskameraden in Anspielung auf die East-End-Unterweltgröße Reggie Kray genannt wurde, noch einmal 32 Partien und im Anschluss an seinen 300. Ligaeinsatz gegen den FC Southampton stellte die Vereinsführung von West Ham United den mittlerweile 34-Jährigen frei.

### Blackburn Rovers (1994–1995)
Als die Vorzeichen bereits auf das baldige Karriereende hindeuteten, heuerte Gale Mitte August 1994 bei den Blackburn Rovers an. Dort war Ex-Fulham-Trainer Ray Harford Assistent von Kenny Dalglish und da Blackburn kurzfristig einen Ersatz für den zu Manchester United abgewanderten David May suchte, machte sich Gale auf den Weg in den englischen Nordwesten. Bereits drei Tage nach seiner Verpflichtung absolvierte er im Wembley-Stadion die Charity-Shield-Partie gegen Manchester United (0:2) und auch in den ersten Pflichtspielen half er mit seiner Erfahrung und dem guten Stellungsspiel aus, bevor ihn sukzessive der jüngere Ian Pearce ersetzte. Trotzdem hatte er insgesamt 15 Ligaspiele angesammelt und dafür erhielt er nach dem Gewinn der Premier League eine offizielle Meisterschaftsmedaille. Da die Perspektive für Gale in Blackburn von vornherein beschränkt war, überraschte es wenig, dass er nach nur einem Jahr den Verein wieder verließ. Er kehrte nach London zurück und heuerte im September 1995 ablösefrei beim Zweitligisten Crystal Palace an.

### Letzte Karrierestationen (1995–1997)
Bei Crystal Palace verbrachte der unter Verletzungen leidende Gale jedoch mehr Zeit auf dem Behandlungstisch als auf dem Spielfeld und so kam er in nur drei Pflichtspielen im Januar und Februar 1996 zum Zuge. Bereits im Monat darauf ließ ihn sein neuer Klub wieder ziehen und Gale ließ bis Ende 1997 seine Laufbahn beim unterklassigen Maidenhead United in der Isthmian League ausklingen, für den er noch 42 torlose Pflichtspiele bestritt.
Nach seinem Rücktritt vom aktiven Sport begann er häufiger im Rahmen der Fernsehberichterstattung als Experte zu arbeiten und hier primär für den britischen Sender Sky Sports. Dazu begann er, sich im Amateurfußball für die Walton Casuals als Sportdirektor zu engagieren.

## Titel/Auszeichnungen
- Englische Meisterschaft (1): 1995